# Jeuxey
Jeuxey – miejscowość i gmina we Francji, w regionie Grand Est, w departamencie Wogezy.
Według danych na rok 1990 gminę zamieszkiwało 699 osób, a gęstość zaludnienia wynosiła 82 osoby/km² (wśród 2335 gmin Lotaryngii Jeuxey plasuje się na 483. miejscu pod względem liczby ludności, natomiast pod względem powierzchni na miejscu 707.).